# Senatorowie III kadencji Senatu Rzeczypospolitej Polskiej (1930–1935)
Senatorowie III kadencji Senatu Rzeczypospolitej Polskiej (od 23 listopada 1930 do 10 lipca 1935) – senatorowie II RP, wybrani 23 listopada 1930. Złożyli ślubowanie poselskie 9 grudnia 1930.
Pierwsze posiedzenie odbyło się 9 grudnia 1930, a ostatnie 10 lipca 1935.
Marszałek senior – 8 grudnia 1930
- Maksymilian Thullie (PSChD)

Marszałek Sejmu od 9 listopada 1930
- Władysław Raczkiewicz (BBWR)

Wicemarszałkowie Sejmu
- Antoni Bogucki (BBWR)
- Zygmunt Leszczyński (BBWR)
- Jakub Bojko (BBWR)
- Feliks Bolt (Stronnictwo Narodowe)

## Senatorowie, których mandat wygasł w trakcie kadencji (17 senatorów)
| Przynależność                                   | Senator                        | Data wygaśnięcia mandatu | Przyczyna              | Następca                               |
| ----------------------------------------------- | ------------------------------ | ------------------------ | ---------------------- | -------------------------------------- |
| Bezpartyjny Blok Współpracy z Rządem            | Aleksander Wyszyński           | 20 kwietnia 1931(dts)    | śmierć                 | Eugeniusz Wiszniewski                  |
| Bezpartyjny Blok Współpracy z Rządem            | Eugeniusz Wiszniewski          | 21 grudnia 1931(dts)     | śmierć                 | Adam Święcicki                         |
| Bezpartyjny Blok Współpracy z Rządem            | Ryszard Błędowski              | 12 lipca 1932(dts)       | śmierć                 | Jan Zieliński                          |
| Bezpartyjny Blok Współpracy z Rządem            | Jerzy Potocki                  | marca 1933(dts)          | zrzeczenie się mandatu | Aleksander Paulo                       |
| Stronnictwo Narodowe                            | Stanisław Aleksander Godlewski | 19 listopada 1933(dts)   | śmierć                 | Władysław Dobrzyński                   |
| Bezpartyjny Blok Współpracy z Rządem            | Jan Stecki                     | grudnia 1933(dts)        | zrzeczenie się mandatu | Karol Wendt                            |
| Polskie Stronnictwo Chrześcijańskiej Demokracji | Stanisław Kobyliński           | stycznia 1934(dts)       | zrzeczenie się mandatu | Jan Kędzior                            |
| Stronnictwo Ludowe                              | Franciszek Ciastek             | 24 stycznia 1934(dts)    | śmierć                 | Jan Szafranek                          |
| Polska Partia Socjalistyczna                    | Stefan Kopciński               | 10 czerwca 1934(dts)     | śmierć                 | Józef Danielewicz                      |
| Bezpartyjny Blok Współpracy z Rządem            | Artur Dobiecki                 | września 1934(dts)       | zrzeczenie się mandatu | Władysław Pulnarowicz                  |
| Bezpartyjny Blok Współpracy z Rządem            | Karol Wendt                    | 20 września 1934(dts)    | śmierć                 | Jan Kołłątaj-Srzednicki                |
| Bezpartyjny Blok Współpracy z Rządem            | Michał Wyrostek                | października 1934(dts)   | zrzeczenie się mandatu | Tadeusz Moszyński                      |
| Bezpartyjny Blok Współpracy z Rządem            | Bronisław Rydzewski            | grudnia 1934(dts)        | zrzeczenie się mandatu | Marian Strumiłło                       |
| Bezpartyjny Blok Współpracy z Rządem            | Jan Kołłątaj-Srzednicki        | stycznia 1935(dts)       | zrzeczenie się mandatu | Józefa Bramowska                       |
| Polska Partia Socjalistyczna                    | Bolesław Limanowski            | 1 lutego 1935(dts)       | śmierć                 | Stanisław Osiecki (Stronnictwo Ludowe) |
| Polska Partia Socjalistyczna                    | Aleksander Dębski              | 6 marca 1935(dts)        | śmierć                 | Jan Cupiał                             |
| Stronnictwo Ludowe                              | Bolesław Motz                  | 1 lipca 1935(dts)        | śmierć                 | brak                                   |

## Lista według przynależności partyjnej

### Bezpartyjny Blok Współpracy z Rządem
- Witold Abramowicz
- Wojciech Banaszak
- Jerzy Barański
- Ryszard Błędowski
- Emil Bobrowski
- Antoni Bogucki
- Stefan Boguszewski
- Jakub Bojko
- Józefa Bramowska
- Kazimierz Brzeziński
- Jan Marian Czerwiński
- Stanisław Dąmbski
- Artur Dobiecki
- Franciszek Drucki-Lubecki
- Tadeusz Dworakowski
- Stefan Ehrenkreutz
- Ludwik Evert
- Apolinary Garlicki
- Innocenty Głowacki
- Kazimiera Grunertówna
- Hanna Hubicka
- Jerzy Iwanowski
- Leon Janta-Połczyński
- Olgierd Jeleński
- Zygmunt Jundziłł
- Witold Kamieniecki
- Stanisław Karłowski
- Zygmunt Klemensiewicz
- Jan Kołłątaj-Srzednicki
- Stefan Laurysiewicz
- Leon Lempke
- Zygmunt Leszczyński
- Henryk Loewenherz
- Zdzisław Lubomirski
- Juliusz Makarewicz
- Mykoła Masłow
- Uszer Mendelsohn
- Ignacy Miciński
- Tadeusz Moszyński
- Karol Mozgała
- Stanisław Nowak
- Alfred Ohanowicz
- Aleksander Paulo
- Alojzy Pawelec
- Stefan Bolesław Perzyński
- Arseniusz Pimonow
- Julian Poczętowski
- Tomasz August Popławski
- Jerzy Potocki
- Tadeusz Potworowski
- Władysław Pulnarowicz
- Władysław Raczkiewicz
- Konstanty Rdułtowski
- Jan Antoni Rogowicz
- Karol Rolle
- Walery Roman
- Wojciech Rostworowski
- Stefan Rutkowski
- Bronisław Rydzewski
- Alfons Schulz
- Bazyli Siedun
- Władysław Sieńko
- Roman Skirmunt
- Stanisław Skoczylas
- Marian Sobolewski
- Antoni Staniewicz
- Jan Stecki
- Marian Strumiłło
- Marcin Szarski
- Józef Sypniewski
- Tomasz Szymański
- Adam Święcicki
- Józef Targowski
- Ludwik Tyrka
- Stanisław Wańkowicz
- Karol Wendt
- Marceli Wiechowicz
- Józef Wielowieyski
- Eugeniusz Wiszniewski
- Michał Wyrostek
- Aleksander Wyszyński
- Kazimierz Zaczek
- Stanisław Zakrzewski
- August Zaleski
- Teofil Zalewski
- Jan Zieliński

### Stronnictwo Narodowe
- Joachim Stefan Bartoszewicz
- Feliks Bolt
- Władysław Dobrzyński
- Stanisław Głąbiński
- Stanisław Aleksander Godlewski
- Władysław Jabłonowski
- Stanisław Kozicki
- Czesław Meissner
- Marian Seyda
- Michał Siciński
- Stefan Sołtyk
- Zygmunt Wasilewski
- Bohdan Wasiutyński

### Stronnictwo Ludowe
- Franciszek Ciastek
- Wacław Januszewski
- Wiktor Kulerski
- Leon Marchlewski
- Bolesław Motz
- Stanisław Osiecki
- Jan Szafranek
- Jan Woźnicki

### Polska Partia Socjalistyczna
- Jan Cupiał
- Józef Danielewicz
- Aleksander Dębski
- Daniel Bernard Gross
- Stefan Kopciński
- Bolesław Limanowski

### Klub Ukraiński
- Antin Horbaczewski
- Ołena Kysiłewśka
- Iwan Makuch
- Julijan Pawłykowski

### Polskie Stronnictwo Chrześcijańskiej Demokracji
- Jan Kędzior
- Stanisław Kobyliński
- Wojciech Korfanty
- Maksymilian Thuille

### Narodowa Partia Robotnicza
- Tadeusz Michejda
- Edward Pepłowski

### Niemiecki Klub Parlamentarny
- Georg Busse
- Eduard Pant
- August Utta

## Lista według okręgów wyborczych
| Województwo pomorskie [ 23 ] |                                                                                   |                                                     |                                                  |                                            |
| Senatorowie wybrani z list poszczególnych komitetów wyborczych |                                                                                   |                                                     |                                                  |                                            |
| Bezpartyjny Blok Współpracy z Rządem - Alfons Schulz | Stronnictwo Narodowe - Feliks Bolt                                                | Narodowa Partia Robotnicza - Tadeusz Michejda       |                                                  |                                            |
| Województwo poznańskie [ 23 ] |                                                                                   |                                                     |                                                  |                                            |
| Senatorowie wybrani z list poszczególnych komitetów wyborczych |                                                                                   |                                                     |                                                  |                                            |
| Bezpartyjny Blok Współpracy z Rządem - Stanisław Karłowski - Wojciech Banaszak                                                                                                 | Stronnictwo Narodowe - Marian Seyda - Czesław Meissner                            | Stronnictwo Ludowe - Wiktor Kulerski                | Narodowa Partia Robotnicza - Edward Pepłowski    | Niemiecki Klub Parlamentarny - Georg Busse |
| Województwo śląskie [ 23 ] |                                                                                   |                                                     |                                                  |                                            |
| Senatorowie wybrani z list poszczególnych komitetów wyborczych |                                                                                   |                                                     |                                                  |                                            |
| Bezpartyjny Blok Współpracy z Rządem - Alojzy Pawelec | Polskie Stronnictwo Chrześcijańskiej Demokracji - Wojciech Korfanty - Jan Kędzior | Niemiecki Klub Parlamentarny - Eduard Pant          |                                                  |                                            |
| Województwo krakowskie [ 23 ] |                                                                                   |                                                     |                                                  |                                            |
| Senatorowie wybrani z list poszczególnych komitetów wyborczych |                                                                                   |                                                     |                                                  |                                            |
| Bezpartyjny Blok Współpracy z Rządem - Jakub Bojko - Karol Rolle - Zygmunt Klemensiewicz - Władysław Sieńko - Ludwik Tyrka                                                     | Stronnictwo Ludowe - Leon Marchlewski                                             | Polska Partia Socjalistyczna - Daniel Bernard Gross |                                                  |                                            |
| Województwo lwowskie [ 23 ] |                                                                                   |                                                     |                                                  |                                            |
| Senatorowie wybrani z list poszczególnych komitetów wyborczych |                                                                                   |                                                     |                                                  |                                            |
| Bezpartyjny Blok Współpracy z Rządem - Tadeusz Potworowski - Henryk Loewenherz - Stanisław Zakrzewski - Marian Sobolewski - Leon Lempke - Teofil Zalewski - Apolinary Garlicki | Klub Ukraiński - Julijan Pawłykowski - Ołena Kysiłewśka                           |                                                     |                                                  |                                            |
| Województwo stanisławowskie [ 23 ] [ 24 ] [ 25 ] |                                                                                   |                                                     |                                                  |                                            |
| Senatorowie wybrani z list poszczególnych komitetów wyborczych |                                                                                   |                                                     |                                                  |                                            |
| Bezpartyjny Blok Współpracy z Rządem - Marcin Szarski - Władysław Pulnarowicz                                                                                                  | Polskie Stronnictwo Chrześcijańskiej Demokracji - Maksymilian Thuille             | Klub Ukraiński - Iwan Makuch                        |                                                  |                                            |
| Województwo tarnopolskie [ 23 ] |                                                                                   |                                                     |                                                  |                                            |
| Senatorowie wybrani z list poszczególnych komitetów wyborczych |                                                                                   |                                                     |                                                  |                                            |
| Bezpartyjny Blok Współpracy z Rządem - Stanisław Dąmbski - Juliusz Makarewicz - Kazimierz Zaczek - Aleksander Paulo                                                            | Klub Ukraiński - Antin Horbaczewski                                               |                                                     |                                                  |                                            |
| Województwo wołyńskie [ 23 ] |                                                                                   |                                                     |                                                  |                                            |
| Senatorowie wybrani z list poszczególnych komitetów wyborczych |                                                                                   |                                                     |                                                  |                                            |
| Bezpartyjny Blok Współpracy z Rządem - Tadeusz Dworakowski - Mykoła Masłow - Antoni Staniewicz - Stefan Boguszewski - Innocenty Głowacki                                       |                                                                                   |                                                     |                                                  |                                            |
| Województwo lubelskie [ 23 ] |                                                                                   |                                                     |                                                  |                                            |
| Senatorowie wybrani z list poszczególnych komitetów wyborczych |                                                                                   |                                                     |                                                  |                                            |
| Bezpartyjny Blok Współpracy z Rządem - Adam Święcicki - Stefan Ehrenkreutz - Tomasz August Popławski - Jan Zieliński - Jan Marian Czerwiński                                   | Stronnictwo Narodowe - Stanisław Kozicki                                          | Stronnictwo Ludowe - Bolesław Motz                  |                                                  |                                            |
| Województwo kieleckie [ 23 ] |                                                                                   |                                                     |                                                  |                                            |
| Senatorowie wybrani z list poszczególnych komitetów wyborczych |                                                                                   |                                                     |                                                  |                                            |
| Bezpartyjny Blok Współpracy z Rządem - Józef Targowski - Ignacy Miciński - Zygmunt Leszczyński - Jerzy Barański - Kazimiera Grunertówna - Kazimierz Brzeziński                 | Stronnictwo Narodowe - Stefan Sołtyk                                              | Stronnictwo Ludowe - Jan Szafranek                  | Polska Partia Socjalistyczna - Jan Cupiał        |                                            |
| Województwo łódzkie [ 23 ] [ 24 ] |                                                                                   |                                                     |                                                  |                                            |
| Senatorowie wybrani z list poszczególnych komitetów wyborczych |                                                                                   |                                                     |                                                  |                                            |
| Bezpartyjny Blok Współpracy z Rządem - Stefan Rutkowski - Tomasz Szymański - Jerzy Iwanowski - Wojciech Rostworowski                                                           | Stronnictwo Narodowe - Władysław Jabłonowski                                      | Stronnictwo Ludowe - Wacław Januszewski             | Polska Partia Socjalistyczna - Józef Danielewicz | Niemiecki Klub Parlamentarny - August Utta |
| Województwo warszawskie [ 23 ] [ 24 ] |                                                                                   |                                                     |                                                  |                                            |
| Senatorowie wybrani z list poszczególnych komitetów wyborczych |                                                                                   |                                                     |                                                  |                                            |
| Bezpartyjny Blok Współpracy z Rządem - Marceli Wiechowicz - Stefan Bolesław Perzyński - Stefan Laurysiewicz - Witold Kamieniecki                                               | Stronnictwo Narodowe - Władysław Dobrzyński - Zygmunt Wasilewski                  |                                                     |                                                  |                                            |
| Miasto stołeczne Warszawa [ 23 ] [ 24 ] |                                                                                   |                                                     |                                                  |                                            |
| Senatorowie wybrani z list poszczególnych komitetów wyborczych |                                                                                   |                                                     |                                                  |                                            |
| Bezpartyjny Blok Współpracy z Rządem - August Zaleski - Zdzisław Lubomirski - Jan Antoni Rogowicz                                                                              | Stronnictwo Narodowe - Bohdan Wasiutyński                                         | Polska Partia Socjalistyczna - Dorota Kłuszyńska    |                                                  |                                            |
| Województwo białostockie [ 23 ] |                                                                                   |                                                     |                                                  |                                            |
| Senatorowie wybrani z list poszczególnych komitetów wyborczych |                                                                                   |                                                     |                                                  |                                            |
| Bezpartyjny Blok Współpracy z Rządem - Walery Roman - Julian Poczętowski - Józef Wielowieyski                                                                                  | Stronnictwo Narodowe - Michał Siciński                                            |                                                     |                                                  |                                            |
| Województwo poleskie [ 23 ] [ 24 ] |                                                                                   |                                                     |                                                  |                                            |
| Senatorowie wybrani z list poszczególnych komitetów wyborczych |                                                                                   |                                                     |                                                  |                                            |
| Bezpartyjny Blok Współpracy z Rządem - Roman Skirmunt - Franciszek Drucki-Lubecki - Tadeusz Moszyński                                                                          |                                                                                   |                                                     |                                                  |                                            |
| Województwo nowogródzkie [ 23 ] [ 24 ] |                                                                                   |                                                     |                                                  |                                            |
| Senatorowie wybrani z list poszczególnych komitetów wyborczych |                                                                                   |                                                     |                                                  |                                            |
| Bezpartyjny Blok Współpracy z Rządem - Konstanty Rdułtowski - Bazyli Siedun - Olgierd Jeleński                                                                                 |                                                                                   |                                                     |                                                  |                                            |
| Województwo wileńskie [ 23 ] |                                                                                   |                                                     |                                                  |                                            |
| Senatorowie wybrani z list poszczególnych komitetów wyborczych |                                                                                   |                                                     |                                                  |                                            |
| Bezpartyjny Blok Współpracy z Rządem - Witold Abramowicz - Stanisław Wańkowicz - Zygmunt Jundziłł - Marian Strumiłło                                                           |                                                                                   |                                                     |                                                  |                                            |

| Lista państwowa [ 26 ] [ 24 ] |                                                                          |                                                       |                                                    |
| Senatorowie wybrani z list poszczególnych komitetów wyborczych |                                                                          |                                                       |                                                    |
| Bezpartyjny Blok Współpracy z Rządem - Stanisław Skoczylas - Alfred Ohanowicz - Arseniusz Pimonow - Leon Janta-Połczyński - Władysław Raczkiewicz - Józef Sypniewski - Emil Bobrowski - Stanisław Nowak - Ludwik Evert - Józefa Bramowska - Antoni Bogucki - Karol Mozgała - Hanna Hubicka - Uszer Mendelsohn | Stronnictwo Narodowe - Stanisław Głąbiński - Joachim Stefan Bartoszewicz | Stronnictwo Ludowe - Jan Woźnicki - Stanisław Osiecki | Polska Partia Socjalistyczna - Bolesław Limanowski |